# Aberystwyth
Aberystwyth (IPA /ˌæbəˈrɪstwɪθ/) è una città storica mercantile, centro amministrativo e di villeggiatura del Ceredigion nel Galles. La città, colloquialmente detta Aber, si trova alla confluenza dei fiumi Ystwyth e Rheidol. Infatti il nome Aberystwyth in gallese significa letteralmente "foce dell'Ystwyth". Nella zona si trova l'omonimo castello del XIII secolo.

## Cultura

### Università
In tempi moderni Aberystwyth è diventata un importante centro scolastico gallese. La popolazione permanente è di circa 12 000 abitanti, ma per nove mesi l'anno più di 7 000 studenti iscritti alla Aberystwyth University si aggiungono, aumentando la popolazione residente a 19 500 persone.

## Sport

### Calcio
La squadra principale della città è l'Aberystwyth Town.

## Televisione
- Hinterland, serie televisiva in onda sul canale gallese S4C, nota con il titolo Y Gwyll in lingua gallese, è stata girata in città e nei dintorni.